# Angela Weschler
Angela Weschler (geboren als Angela Engel 2. Oktober 1896 in Wien, Österreich-Ungarn; gestorben 23. März 1961 in New York City) war eine austroamerikanische Pianistin und Klavierpädagogin.

## Leben
Angela Engel war eine Tochter des Beamten Michael Engel und der Antonia Weitzmann. Engel besuchte ab 1905 die Schule des Wiener Frauen-Erwerb-Vereins und machte dort die Matura. Ihre Klavierausbildung erhielt sie unter anderem bei Theodor Leschetitzky. Sie heiratete 1919 den Juristen Heinrich Weschler (1893–1961), der Organisationspsychologe Irving R. Weschler (1923–1962) und die Lehrerin Maria W. Feiwel waren ihre Kinder. 
Weschler gab zwischen 1915 und 1930 zahlreiche Konzerte als Pianistin. Ab 1919 unterrichtete sie am Neuen Wiener Konservatorium, wo sie ab 1935 die Staatsprüfungs- und Konzertklasse leitete und den Titel Professorin führte. Nach dem Anschluss Österreichs 1938 wurde sie aufgrund ihrer jüdischen Herkunft entlassen. Sie emigrierte mit den Kindern in die USA, Henry Weschler ging zunächst nach Palästina und kam 1943 nach. Sie erhielt 1944 die US-amerikanische Staatsbürgerschaft.
Weschler unterrichtete von 1938 bis 1960 am New York College of Music und wurde Mitglied der Piano Teacher’s Guild. Sie war Direktorin des Brooklyn Philharmonia Orchestra.